# Двадцать тысяч лье под водой
«Два́дцать ты́сяч лье под водо́й» (фр. «Vingt mille lieues sous les mers», дословно — «Двадцать тысяч лье под морями»; в старых русских переводах — «Во́семьдесят ты́сяч вёрст под водо́й», в советских — «80 000 киломе́тров под водо́й») — классический научно-фантастический роман французского писателя Жюля Верна, впервые опубликованный с 20 марта 1869 по 20 июня 1870 года в журнале «Magasin d’éducation et de récréation» (рус. «Журнал воспитания и развлечения»), издававшемся Пьер-Жюлем Этцелем в Париже и вышедший отдельным изданием в 1870 году.
Роман повествует о приключениях капитана Немо на построенной им подводной лодке «Наутилус» — технологическом чуде описываемого времени. Рассказ ведётся от первого лица, со слов профессора Музея естественной истории Пьера Аронакса, одного из случайных пассажиров этой субмарины.
Первое иллюстрированное, книжное издание (журнальное издание было не иллюстрированным), опубликованное Пьером-Жюлем Этцелем, содержит работы художников Альфонса де Невиля и Эдуара Риу.

## Сюжет
Маршрут путешествия «Наутилуса»
В 1866 году на глаза мореплавателям стал попадаться необычный объект, превосходящий кита скоростью и размерами.
Газеты, а вслед за ними и учёные, заинтересовались неизвестным объектом, который после долгих обсуждений сочли неизвестным науке животным, предположительно — гигантским нарвалом.
Академический интерес сменился сугубо практическим, когда в результате столкновений с объектом несколько кораблей получили пробоины. Было решено: в 1867 году снарядить экспедицию на военном парусно-винтовом фрегате США «Авраам Линкольн» под командой капитана Фаррагута, чтобы найти и уничтожить опасное для мореплавания животное (судно вымышлено, согласно Регистру Ллойда винтовой фрегат «Авраам Линкольн», принадлежащий флоту США, никогда не существовал).
После долгих поисков экспедиция встречает в Тихом океане «неведомое животное», но в результате столкновения с ним фрегат получает повреждения, а находившиеся на нём французы: профессор Аронакс (Pierre Aronnax) и его слуга Консель (фр. Conseil, рус. Совет), а также канадец — гарпунёр Нед Ленд (Ned Land) — оказываются в воде. После чего все они попадают на борт подводной лодки, которую, как выясняется, раньше и принимали за «неведомое животное»…
Хозяин и командир подводной лодки представляется профессору и его спутникам как «капитан Немо» (лат. Nemo — Никто). Он объявляет спасённым, что они находятся на борту принадлежащего ему подводного корабля «Наутилус» (лат. nautilus — кораблик). Капитан Немо вместе со своими товарищами, по его заявлению, порвал все связи с человеческим обществом и удалился в океан, чтобы жить свободно. Втайне от всех на необитаемом острове он построил и оснастил подводный корабль «Наутилус» так, чтобы иметь на нём возможность практически неограниченной автономии. После этого капитан Немо и его товарищи, составившие экипаж корабля, навсегда ушли в океан.
Поскольку Немо заинтересован в сохранении тайны «Наутилуса», он принимает решение задержать спасённого профессора и его спутников на подводном корабле на неопределённый срок. Героям романа, перед которыми фактически поставлен выбор между пленом и смертью, приходится примириться с его решением. Профессору Аронаксу капитан предлагает участвовать в научных исследованиях и наблюдениях, которые он ведёт на «Наутилусе», забираясь в недоступные «земной» науке морские глубины.
Гарпунёр Нед Ленд (чувствующий себя особенно униженным) постоянно провоцирует всех невольных «пассажиров» подводной лодки «Наутилус» на побег с подводного корабля.
На протяжении последующих семи месяцев герои переживают приключения во всех океанах земного шара, кроме Северного Ледовитого Океана. Во время этого кругосветного путешествия на поверхности и в глубинах морей и океанов они участвуют в подводной охоте, посещают острова Новой Гвинеи, добывают жемчуг и сражаются с акулами в Индийском океане, встречаются с удивительным человеком вблизи Греции, посещают затопленные руины Атлантиды, сражаются с кашалотами и спрутами. «Наутилус» преодолевает льды Антарктиды, и капитан Немо открывает там Полюс.
По ходу этого путешествия героям становится ясно, что экипаж «Наутилуса» хоть и покинул сушу, однако остаётся в курсе происходящих там событий и активно помогает народам, борющимся против колонизаторов. В конце повествования «Наутилус» вступает в бой с английским военным кораблём и безжалостно топит его таранным ударом. Так герои узнают, что капитан, помимо прочего, вершит личное правосудие.
В течение всего повествования герои постоянно возвращаются к вопросу о побеге с «Наутилуса», на чём особенно настаивал Нед Ленд. Но «бежать из подводной тюрьмы — невозможно вдвойне». Найти сообщника среди экипажа невозможно — матросы разговаривают только на своём языке, которого не знает никто из героев, к тому же экипаж вообще никак не общается с пленниками, за исключением капитана Немо. Наконец, после боя с английским кораблём, когда капитан, судя по всему, погружается в депрессию и ослабляет контроль за происходящим, Нед Ленд обнаруживает, что «Наутилус» находится вблизи какой-то суши, и предлагает бежать, захватив аварийно-спасательную шлюпку подводного корабля. В последний момент выясняется, что судно попало в Мальстрём — мощный водоворот, — но менять что-то уже поздно. Аронакс и его спутники чудом спасаются и выбираются на норвежский берег; последняя глава романа оканчивается размышлениями Аронакса о сложной судьбе капитана Немо.
Согласно роману, во время плавания на «Наутилусе» профессор Пьер Аронакс вёл дневник, из которого явствует, что плавание продлилось с 8 ноября 1867 по 23 июня 1868 года.

## Продолжение

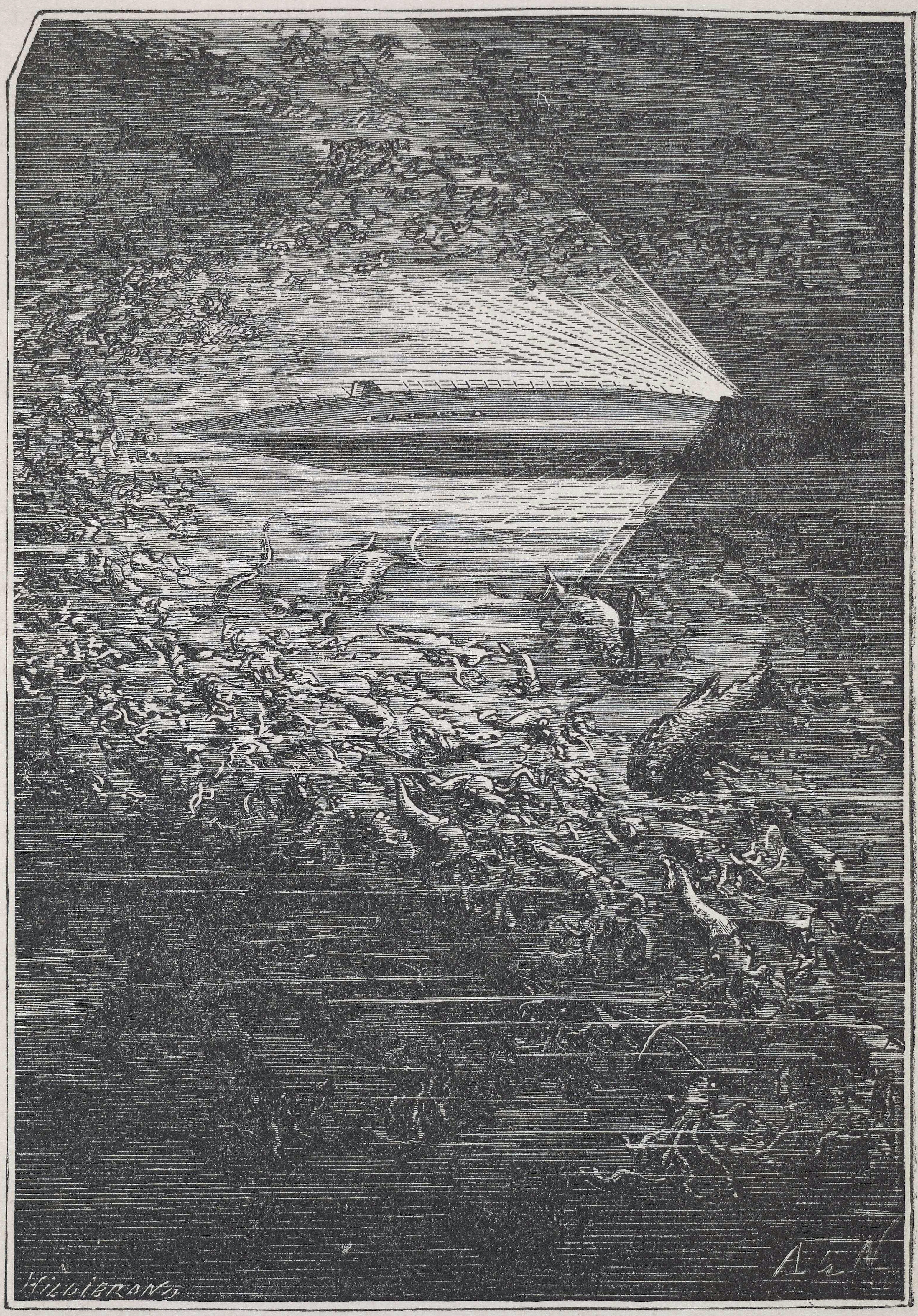
«Наутилус». Рисунок Альфонса де Невиля из первого иллюстрированного издания

В романе «Таинственный остров», выпущенном в 1874 году, Жюль Верн описал завершение истории капитана Немо и его подводной лодки «Наутилус».
Подводный корабль «Наутилус» преодолел водоворот Мальстрём, в который он вошёл перед бегством профессора Аронакса и его спутников… В конце концов сильно постаревший Немо, пережив всю свою команду, поставил «Наутилус» на последнюю стоянку в пещере, образовавшуюся в жерле потухшего вулкана на тихоокеанском острове, и доживает там свои последние дни… Когда на острове оказываются заброшенные ураганом беглецы-американцы, капитан иногда незаметно помогает им. В заключительной части романа капитан встречается с американцами, рассказывает им свою историю и вскоре умирает. Они хоронят «Наутилус» с телом капитана Немо в пучине вод пещеры, после чего остатки острова погружаются в океан после взрыва проснувшегося вулкана.
В гораздо более позднем романе «Флаг родины» автор вернулся к теме объявленного вне закона капитана подводной лодки. Главный герой книги злодей Кер Карраже — отъявленный пират, действующий исключительно в целях наживы — полностью лишён благородства Немо, в связи с чем способен на особо жестокие убийства. Как и капитан Немо, Кер выступает в роли «хозяина», негостеприимного к французам, но, в отличие от благородного капитана Немо, криминальная карьера Карраже заканчивается благодаря комбинации международных усилий и восстанию его заложников. Несмотря на то, что роман был издан большим тиражом и переведён на многие языки, его популярность так и не достигла «Двадцати тысяч лье».
Похож на капитана Немо, хотя и менее привлекателен, Робур из романа «Робур-Завоеватель» — командир воздушного судна «Альбатрос». Сюжеты этих романов похожи. В обеих книгах изобретатель, презревший мир людей, похищает нескольких человек, и они вынужденно проделывают кругосветное путешествие. Более того, Робур вновь появляется в очередном романе Жюля Верна «Властелин мира» как изобретатель и хозяин универсального (в том числе и подводного) корабля «Грозный».

## Главные герои
- Пьер Аронакс (фр. Pierre Aronnax) (40 лет со дня рождения на начало путешествия) — профессор Музея естественной истории в Париже, выступающий в романе рассказчиком. Сведущ в ботанике, зоологии и минералогии, написал книгу «Тайны морских глубин», ставшую бестселлером. До того как занять место профессора, занимался врачебной практикой. Из всех троих, попавших на «Наутилус» невольных «попутчиков капитана Немо», менее всех — склонен к побегу и, больше всех, — интересуется личностью капитана Немо.
- Капитан Немо (фр. Le capitaine Nemo) — создатель, капитан и командир «Наутилуса», возненавидевший общество и скрывшийся от него в океане. Занимается исследованием морских глубин, а также помогает революционерам и жителям стран, угнетённых европейскими колонизаторами.
- Консель (фр. Conseil) (30 лет со дня рождения на начало путешествия, 10 лет — как слуга профессора Аронакса) Считается[кем?], что получил такое имя в честь одного из изобретателей «полупогружного корабля» Жана-Франсуа Конселя. Описан профессором как «смелый фламандский малый лет тридцати». Флегматик, мастер на все руки и при этом, вопреки своему имени (с фр. — «Совет») советов — никогда не даёт. Знаток теоретической классификации животных, при этом внешне их различает очень слабо.
- Нед Ленд (англ. Ned Land) — канадский гарпунёр (рыбак, охотник, применяющий морское холодное оружие, — гарпун), считающийся одним из лучших специалистов в своём деле и поэтому приглашённый на борт «Авраама Линкольна» для охоты за предполагаемым морским чудовищем. Очень силён и ловок в обращении с гарпуном. Является также прекрасным рассказчиком бесчисленных историй, возникавших на китовой охоте. В полном соответствии со своей фамилией (с англ. — «Земля») хуже всех чувствует себя на подводном корабле, больше всех стремится сбежать с него и постоянно подстрекает к побегу «собратьев по несчастью».
- Капитан Фаррагут (англ. Commander Farragut) — капитан американского фрегата «Авраам Линкольн», посланного на поиски неизвестного морского объекта, которым оказался «Наутилус». Возможно, что фамилию он получил в честь реально существовавшего адмирала Фаррагута, прославившегося в ходе Гражданской войны в США.

## Переводы на русский язык
Первый перевод романа на русский язык был выпущен в тот же год, что и оригинал, и был выполнен лично знакомой с Жюлем Верном (и с его же разрешения) Марко Вовчок. Перевод был выпущен издательством «Издание книгопродавца С. В. Звонарева» в Санкт-Петербурге под адаптированным названием «Восемьдесят тысяч вёрст под водой. Путешествие под волнами океана» вместе с оригинальными иллюстрациями де Невиля и Риу.
Следующим был выпущенный в 1870 году издательством «Издатель М. Н. Катков» анонимный перевод под оригинальным названием «Двадцать тысяч лье под водой». Затем в 1872 году был выпущен издательством «Типография И. Е. Шюманъ» перевод Е. Желабужского под тоже адаптированным названием «Сто тысяч вёрст. Кругосветное путешествiе под водою, льдом и Среди исчезнувшей Атлантиды». Это были единственные переводы романа, сделанные до революции.
В 1927 году издательством «Земля и Фабрика» был выпущен анонимный перевод, но с указанием, что он был выполнен под редакцией писателя Александра Беляева. В тот же год издательством «ГИЗ» был выпущен перевод М. Опочининой, который на деле был вольным пересказом перевода Марко Вовчок (название было изменено на «80 000 километров под волнами океана»).
В 1933 году издательством «Молодая гвардия» был издан перевод Игнатия Петрова под названием «80 000 километров под водой», который был самым распространённым до 1956 года, когда издательство «ГИХЛ» выпустило перевод Нины Яковлевой и Евгения Корша под в итоге устоявшемся названием «Двадцать тысяч лье под водой». Именно этот перевод стал самым популярным и к 2021 году выдержал 73 переиздания.

## Факты

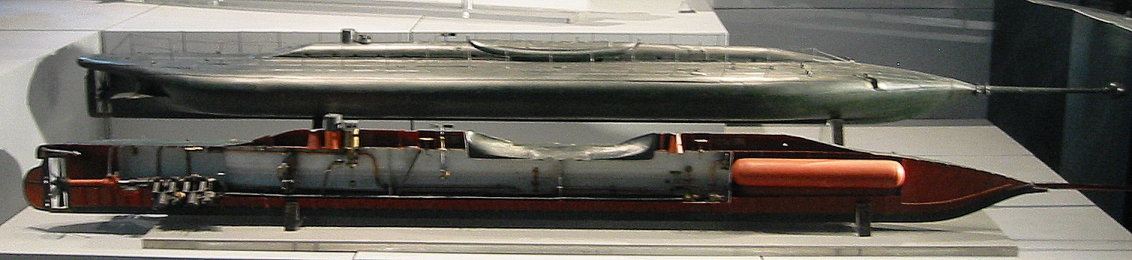
Макет подводной лодки 1863 года «Plongeur» в парижском Национальный морской музей (Париж) — прообраз «Наутилуса»

- Идею фабулы романа, основанной на подводном путешествии, Жюлю Верну подсказала Жорж Санд, которая была дружна с Этцелем и высоко оценила первые романы из серии «Необыкновенных путешествий» — «Пять недель на воздушном шаре» и «Путешествие к центру Земли».
- Жюль Верн в ходе работы над романом оставался под впечатлением от польского восстания 1863 года. Изначально капитан Немо был польским аристократом[8], сражающимся против российского царизма, погубившего всю его семью, но под давлением своего издателя Этцеля, исходившего не только из политической конъюнктуры, но также из здравого смысла, Жюль Верн на время «лишил» Немо национальности, которая так и осталась неизвестна Аронаксу и его спутникам, но становится известной Сайресу Смиту и его спутникам в романе «Таинственный остров». О «польском следе» в его истории напоминает только портрет революционера Тадеуша Костюшко, находившийся среди прочих в каюте капитана. Позже, в романе «Таинственный остров», Жюль Верн раскроет тайну личности Немо и представит его как индийского принца Даккара (не надо его путать с Нана Саибом из более позднего романа Жюля Верна «Паровой дом»), бежавшего после провала восстания сипаев и мстящего Англии, поработившей его Родину.
- «Наутилусом» называлась одна из первых подводных лодок, созданная английским инженером Робертом Фултоном, который в 1800 году представил её модель Наполеону Бонапарту. Впоследствии такое имя получили: первая субмарина, спущенная на воду в Англии в 1886 году[9], а также, одна из первых в мире атомных подводных лодок (принадлежавшая США), которая, как и корабль Жюля Верна, совершила поход в район полюса, правда, Северного, а не Южного (без всплытия). Ни в одном из своих произведений Жюль Верн, родившийся в 1828 году, ни разу не упоминает имя инженера Роберта Фултона, тем более, что тот предлагал свою субмарину не только Франции, но и её потенциальному врагу — Великобритании[10]. В конце романа «20 000 лье под водой» «Наутилус» атакует именно английский корабль (прямо на это не указывается, но довольно ясно намекается). Таким образом, у Жюля Верна не было никаких оснований называть свой вымышленный подводный корабль в честь реально существовавшего. Более того, в романе описывается эпизод, когда пассажиры «Наутилуса» наблюдают за стаей моллюсков наутилусов (в романе их называют «аргонавтами») и сравнивают моллюсков и их раковины с кораблём капитана Немо[11]. Этот же эпизод раскрывает смысл девиза «Наутилуса» — «Подвижный в подвижной среде» (лат. Mobilis in mobile)[12]. Зачастую приписываемое Жюлю Верну предсказание в романе самой идеи подводной лодки — ошибочно. Так, на момент его написания среди прочих уже был представлен проект самой крупной подводной лодки XIX века — Plongeur, созданный во Франции, с которым автор был знаком. Отмечается[13], что «Наутилус» имел ряд технологических заимствований у французской субмарины: резервуар для сжатого воздуха в носовой части, механический привод винта, шлюпка.
- Отсутствие системы регенерации воздуха (описанной Жюлем Верном в предыдущем романе — «С Земли на Луну»; упоминается о ней и здесь, но Немо посчитал её излишней: ничто не мешало в те времена, в пустынном мировом океане, «Наутилусу» всплыть и «подышать») и необходимость регулярной вентиляции[14], якобы, лишают «Наутилус» полной автономности (максимальная продолжительность погружения «Наутилуса» — около пяти суток)[15].
- В первом английском переводе романа, выполненном Льюисом Мерсье, было допущено[16] сразу несколько крупных ошибок. Так, «водолазный скафандр» почему-то был переведён как «пробковый жилет», что приводило к путанице. Кроме того, при описании портретов исторических лиц в каюте Немо был «исключён» борец за независимость Ирландии Дэниел О’Коннелл.
- В романе Жюль Верн допускает довольно большое количество ошибок и неточностей (обусловленных низким уровнем научных знаний) — в современных изданиях они отмечены сносками. Так, описывая фауну Антарктического континента, Жюль Верн помещает туда моржей[17] — они водятся только в Северном полушарии. Причина в том, что ко времени написания романа Антарктика, открытая до написания романа русскими мореплавателями Ф. Ф. Беллинсгаузеном и М. П. Лазаревым, первыми подошедшими к антарктическим шельфовым ледникам в 1820 году, была ещё практически не исследована, а континентальной части материка и Южного полюса люди впервые достигли только в 1911 году — уже после смерти автора.
- Существование подземного прохода[18] между Красным и Средиземным морями, по которому проходит «Наутилус», — авторский вымысел. Также вымыслом являются и руины легендарной Атлантиды на дне океана.
- Художник Риу, иллюстрировавший первое издание романа, придал профессору Аронаксу портретное сходство с Жюлем Верном, а капитана Немо по обоюдному желанию Верна и Этцеля изобразил похожим на Жана Шарраса (фр.) — полковника-республиканца, изгнанного из Франции после воцарения Наполеона III.

## Экранизации
Роман неоднократно экранизировался, в том числе в СССР (телевизионный трёхсерийный фильм «Капитан Немо», 1975).
Премьера первой полнометражной экранизации романа состоялась в США 24 декабря 1916 года.
- 1907 — «20 000 лье под водой» («Двести миль под водой, или Кошмар рыболова»), короткометражный фильм, Франция, реж. Жорж Мельес.
- 1916 — «20 000 лье под водой», США, реж. Стюарт Пейтон. Фильм, снятый при непосредственном участии сына Жюля Верна — Мишеля.[19]
- 1985 — «20 000 лье под водой»[англ.], австралийский мультфильм,
- 1954 — «20 000 лье под водой», США, реж. Ричард Флайшер
- 1975 — «Капитан Немо», СССР, реж. Василий Левин
- 1996 — «20 000 лье под водой»[англ.], телефильм, США, реж. Майкл Андерсон
- 1997 — «20 000 лье под водой», США, реж. Род Харди
- 2002 — «20 000 лье под водой», США, реж. Скотт Хеминг

Кроме того, персонажи романа и собственно «Наутилус» фигурируют в фильме «Лига выдающихся джентльменов» (2003).
В 1952 году вольное изложение истории капитана Немо и лодки Наутилус было показано в 2 сериях американского научно-фантастического сериала Tales of Tomorrow, в настоящее время первая часть истории считается утерянной, сохранилась лишь вторая часть.
Осовремененная экранизация романа — фильм «Наутилус: Повелитель океана» (англ. название — «30,000 Leagues Under the Sea», 2007).
Также капитан Немо и его «Наутилус» появляются в американском фэнтези-сериале «Однажды в сказке» в 6 сезоне 6 серии (2016 г.)
В 2024 году состоялась премьера мини-сериала «Наутилус», который является переосмыслением романа «20 000 лье под водой», в нём рассказывается о становлении капитана Немо.